# Room
 Ikke at forveksle med The Room.
Room er en britisk-amerikansk-canadisk-irsk dramafilm fra 2015. Filmen er instrueret af Lenny Abrahamsson, skrevet af Emma Donoghue, og har Brie Larson, Jacob Tremblay, Sean Bridgers, Joan Allen og William H. Macy i hovedrollerne.
Filmen er baseret på romanen Rum af Emma Donoghue.

## Medvirkende
- Brie Larson som Joy 'Ma' Newsome
- Jacob Tremblay som Jack Newsome
- Joan Allen som Nancy Newsome
- William H. Macy som Robert Newsome
- Sean Bridgers som Gamle Nick
- Tom McCamus som Leo
- Cas Anvar som Dr. Mittal
- Amanda Brugel som Betjent Parker
- Joe Pingue som Betjent Grabowski
- Megan Park som Laura